# Europacupen i fotboll 1965/1966
Europacupen i fotboll 1965/1966 vanns av Real Madrid, Spanien som i finalmatchen besegrade Partizan, Jugoslavien med 2–1 i Bryssel den 11 maj 1966 och därmed tog sin sjätte slutseger i turneringen. Inför turneringen bestämdes det att titelhållarna, innevarande år Inter, som enda lag skulle gå direkt in i omgång 1 och därmed slippa kvalspel.

## Kvalspel
| Lag 1             | Totalt | Lag 2             | Möte 1 | Möte 2 |
| Feyenoord         | 2–6    | Real Madrid       | 2–1    | 0–5    |
| 17 Nëntori Tirana | 0–1    | Kilmarnock        | 0–0    | 0–1    |
| Fenerbahçe        | 1–5    | Anderlecht        | 0–0    | 1–5    |
| Lyn               | 6–8    | Derry City        | 5–3    | 1–5    |
| Panathinaikos     | 4–2    | Sliema Wanderers  | 4–1    | 0–1    |
| Keflavík ÍF       | 02–13  | Ferencváros       | 1–4    | 1–9    |
| Dinamo București  | 7–2    | B 1909 Odense     | 4–0    | 3–2    |
| HJK Helsingfors   | 2–9    | Manchester United | 2–3    | 0–6    |
| Drumcondra        | 1–3    | Vorwärts Berlin   | 1–0    | 0–3    |
| Stade Dudelange   | 00–18  | Benfica           | 0–8    | 00–10  |
| Djurgårdens IF    | 2–7    | Levski Sofia      | 2–1    | 0–6    |
| Lausanne-Sport    | 0–4    | Sparta Prag       | 0–0    | 0–4    |
| Lask Linz         | 2–5    | Górnik Zabrze     | 1–3    | 1–2    |
| APOEL             | 00–10  | Werder Bremen     | 0–5    | 0–5    |
| Partizan          | 4–2    | Nantes            | 2–0    | 2–2    |

## Första omgången
| Lag 1            | Totalt | Lag 2             | Möte 1 | Möte 2 |
| Anderlecht       | 9–0    | Derry City        | 9–0    | W/O    |
| Kilmarnock       | 3–7    | Real Madrid       | 2–2    | 1–5    |
| Dinamo București | 2–3    | Inter             | 2–1    | 0–2    |
| Ferencváros      | 3–1    | Panathinaikos     | 0–0    | 3–1    |
| Sparta Prag      | 5–1    | Górnik Zabrze     | 3–0    | 2–1    |
| Partizan         | 3–1    | Werder Bremen     | 3–0    | 0–1    |
| Vorwärts Berlin  | 1–5    | Manchester United | 0–2    | 1–3    |
| Levski Sofia     | 4–5    | Benfica           | 2–2    | 2–3    |

## Slutspel

### Kvartsfinaler
| Lag 1             | Totalt | Lag 2       | Möte 1 | Möte 2 |
| Anderlecht        | 3–4    | Real Madrid | 1–0    | 2–4    |
| Inter             | 5–1    | Ferencváros | 4–0    | 1–1    |
| Sparta Prag       | 4–6    | Partizan    | 4–1    | 0–5    |
| Manchester United | 8–3    | Benfica     | 3–2    | 5–1    |

### Semifinaler
| Lag 1       | Totalt | Lag 2             | Möte 1 | Möte 2 |
| Real Madrid | 2–1    | Inter             | 1–0    | 1–1    |
| Partizan    | 2–1    | Manchester United | 2–0    | 0–1    |

### Final
|             | 11 maj 1966 | Real Madrid                            | 2 – 1           | Partizan            | Heyselstadion                                                  |                                                                |
| 19:30 UTC+1 | 19:30 UTC+1 | Amancio Amaro 70′ Francisco Serena 76′ | (0 – 0) Rapport | 55′ Velibor Vasović | Bryssel Publik: 46 745 Domare: Rudolf Kreitlein (Västtyskland) | Bryssel Publik: 46 745 Domare: Rudolf Kreitlein (Västtyskland) |
| 19:30 UTC+1 | 19:30 UTC+1 |                                        |                 |                     | Bryssel Publik: 46 745 Domare: Rudolf Kreitlein (Västtyskland) | Bryssel Publik: 46 745 Domare: Rudolf Kreitlein (Västtyskland) |
| 19:30 UTC+1 | 19:30 UTC+1 |                                        |                 |                     | Bryssel Publik: 46 745 Domare: Rudolf Kreitlein (Västtyskland) | Bryssel Publik: 46 745 Domare: Rudolf Kreitlein (Västtyskland) |

| Europacupmästare 1965/66  |
| ------------------------- |
| Real Madrid Sjätte titeln |

### Webbkällor
Den här artikeln är helt eller delvis baserad på material från engelskspråkiga Wikipedia, tidigare version.